# محمد بن عبد الرحمن المغراوي
محمد بن عبد الرحمن المغراوي (1367 هـ - / 1948 - ) وُلد في منطقة الغرفة في إقليم الرشيدية في جنوب المغرب الأقصى، من قبيلة أولاد ناصر. أخذه أبوه إلى المحضرة - الكتاب - وهو في الخامسة فأتم حفظ القرآن وهو في سن العاشرة. التحق بعدها بالمعهد الإسلامي في مكناس التابع لجامعة القرويين ثم بمعهد ابن يوسف للتعليم الأصيل في مراكش حيث درس فيه المرحلة الإعدادية والسنة الأولى الثانوية. رحل بعد ذلك إلى المدينة المنورة لإتمام دراسته فالتحق بالجامعة الإسلامية فيها، وكان المعِين له على ذلك الشيخ محمد تقي الدين الهلالي، إذ هو الذي كتب يزكيه بخط يده وأرسل ملف طلب القبول بنفسه فأتم فيها تعليمه الثانوي ثم الجامعي ثم حصل على شهادة الدكتوراه منها.

## طلب العلم[1]
أخذ ودرس على شيوخ كثيرين منهم:
- محمد تقي الدين الهلالي.
- محمد الأمين الشنقيطي (صاحب أضواء البيان).
- عبد العزيز بن باز.
- محمد ناصر الدين الألباني.
- عبد المحسن العباد.
- عبد الله الغنيمان.
- حماد الأنصاري.
- أبو بكر الجزائري.
- عبد اللطيف آل عبد اللطيف.
- عبد الصمد الكاتب.
- ناصر الرشيد.

## العمل[1]
درس بمعهد ابن يوسف للتعليم الأصيل بمراكش ثم درس بجامعة الطائف بالسعودية ودرس بجامعة القرويين بالمغرب: التفسير والحديث والعقيدة. قام بالخطابة والتدريس وإلقاء المحاضرات مدة ثلاثة عقود في مساجد مراكش وفي دور القرآن المنتشرة في مختلف ربوع المغرب. كما أنه أسس جمعية الدعوة إلى القرآن والسنة بالمغرب وفتح العشرات من دور القرآن التي كان ولا يزال لها الفضل الكبير في إرجاع الناس إلى دينهم القائم على الكتاب والسنة بفهم سلف الأمة. كما شارك في عدة مؤتمرات دولية في كثير من بلدان العالم بمشاركة ثلة من العلماء.

## النتاج العلمي[1]
| - التفسير (وهو كتاب كبير طبع في 40 مجلدا) ، وأسماه: التدبر والبيان للمنهاج السلفي في تفسير القرآ ن). - المفسرون بين التأويل والإثبات في آيات الصفات. (4 مجلدات). - فتح البر في الترتيب الفقهي لتمهيد واستذكار ابن عبد البر. - فتح الخبير في الترتيب الفقهي لجامع ابن الأثير. - عقيدة الإمام مالك ومواقفه العقدية. - سلسلة الإحسان في اتباع السنة والقرآن لا في تقليد أخطاء الرجال (المقدمة- الجزء الأول- الجزء الثاني). - وقفات مع دلائل الخيرات. - الأسباب الحقيقية لحرق إحياء علوم الدين. - حاجتنا إلى السنة. - أهل الإفك والبهتان الصادون عن السنة والقرآن. - من سبّ الصحابة ومعاوية فأمه هاوية. - المصادر العلمية في الدفاع عن ا لعقيدة السلفية. | - بلوغ الآمال بذكر غريب وفوائد الأحاديث الطوال. - جهود الإمام مالك والمالكية في التحذير من البدع العقدية والعملية. - ظاهرة الإلحاد والفساد في الأدب العربي. - دعوة سلف الأمة إحياء الكتاب والسنة (دور القرآن نموذجاً). - العقيدة السلفية في مسيرتها التاريخية وقدرتها على مواجهة التحديات وهي سبعة أقسام: - الأول: إتحاف الأخيار بفضائل عقيدة السلف الأبرار. - الثاني: الاعتصام بالكتاب والسنة وفهم السلف عند ظهور الأهواء والبدع والفتن والاختلاف. - الثالث: الصحيح في تفصيل الاعتقاد من هدي خير العباد. - الرابع: أهل الأهواء والبدع والفتن والاختلاف الرادّون للسنة وشبههم والرد عليهم. - الخامس: مغني العقلاء في بيان المواقف العقدية في دعوة الأنبياء. - السادس: المواقف العقدية والأساليب الدعوية في مواجهة التحديات الجاهلية من خلال صحيح سيرة خير البرية صلى الله عليه وسلم. - السابع: موسوعة مواقف السلف في العقيدة والمنهج والتربية (10 مجلدات). |